# RKG-3

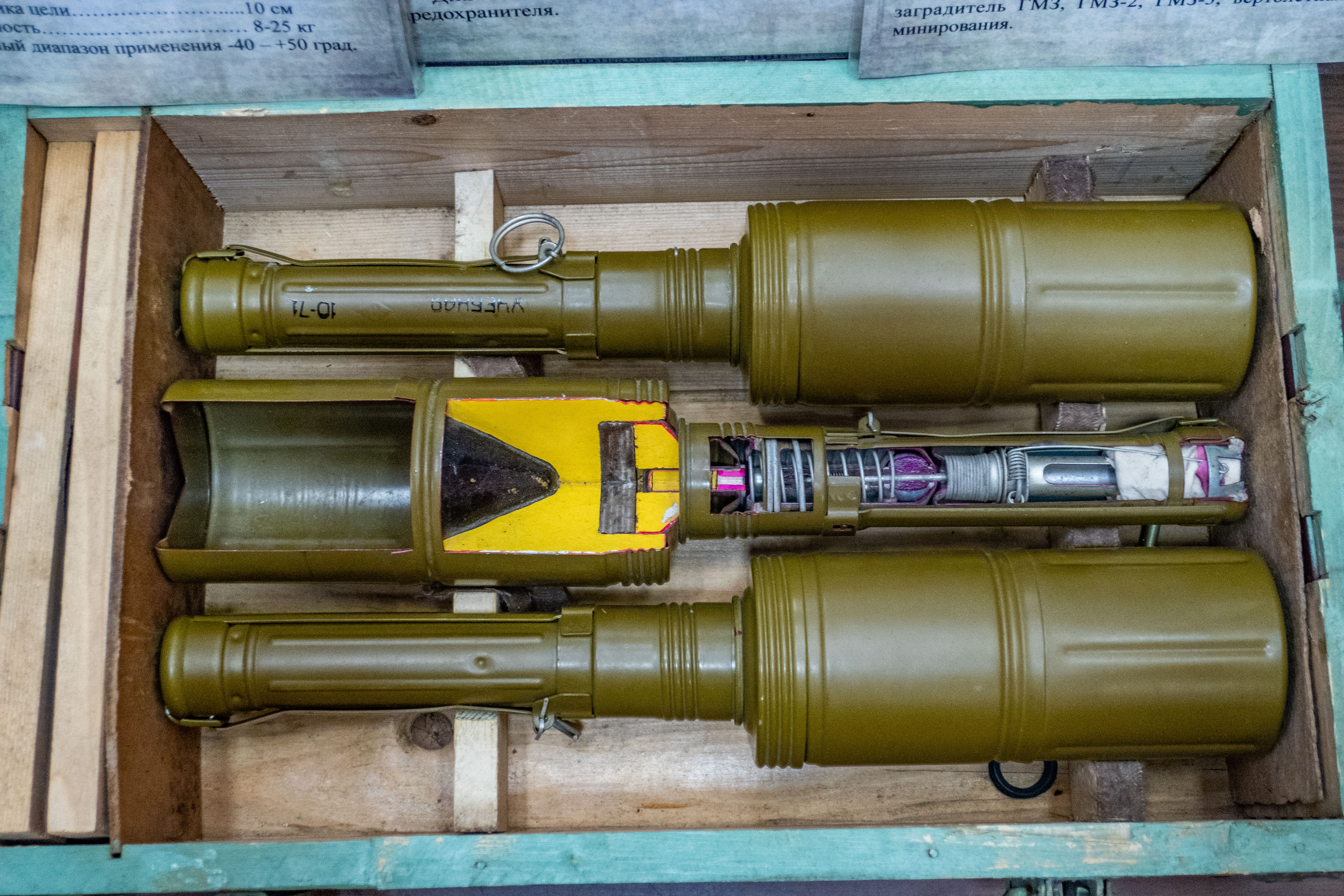
Granadas RKG-3E incluindo uma granada cortada no Museu DOSAAF, em Minsk

RKG-3 é uma série de granadas de mão antitanque soviéticas. Substituiu as séries RPG-43, RPG-40 e RPG-6, entrando em serviço em 1950. Foi amplamente utilizada na Guerra do Yom Kippur, ocorrida em 1973, e permaneceu uma arma comum nos anos 2000 e início dos anos 2010, sendo favorecida pelos insurgentes iraquianos durante a ocupação liderada pelos americanos. Versões modificadas da série RKG-3 também surgiram na invasão russa da Ucrânia.

## Projeto
RKG significa Ruchnaya Kumulyativnaya Granata ("granada portátil de carga moldada"). A granada tem uma estranha alavanca em forma de alça que cobre a base do cabo e sobe em cada lado do cabo. Quando o pino é puxado, a alavanca cai e, quando a granada é lançada, uma mola abre um pára-quedas de frenagem de quatro painéis. Este pára-quedas estabiliza a granada em voo e garante que a granada atinja o alvo num ângulo de 90 graus, maximizando o efeito da carga moldada. Os alcances de lançamento precisos e realistas estão entre 15 e 25 metros. O raio de letalidade é de dois metros devido a concussão e fragmentação. O raio de vítimas é de 20 metros e o espaço de perigo de fragmentação é de 50 metros.
O fusível na alça ativa a granada. Quando o pára-quedas abre, sua ejeção joga um peso na parte traseira da alça e desativa a segurança. Quando impacta ou para, a inércia faz com que o peso voe para frente e atinja o pino de disparo com mola, o que ativa o detonador de espoleta na base. Isso desencadeia a carga de reforço na base da carga moldada, detonando e aumentando a carga principal. O fusível sensível garante que a granada detonará se atingir algum alvo.
A penetração da blindagem depende do modelo. A RKG-3 original usava uma carga de formato básico com revestimento de aço e podia penetrar 125 milímetros contra Rolled Homogeneous Armor (RHA). A RKG-3M usava uma ogiva de carga moldada revestida de cobre e tinha uma penetração de 165 mm; a RKG-3T tinha um revestimento de cobre aprimorado com penetração de 170 mm. A RKG-3EM possui uma ogiva maior e possui uma penetração de 220 milímetros.

## História
A RKG-3 foi adotada em serviço em 1950. Alguns anos depois, foi substituída pela RKG-3M aprimorada e pela RKG-3T aprimorada. A blindagem superior mais espessa fez com que os soviéticos desenvolvessem a RKG-3EM maior. No início da década de 1970, o Exército Soviético substituiu esta granada pela RPG-18, mas muitos outros países e movimentos de guerrilha ainda utilizam a RKG-3 nas suas forças armadas. Foi usada extensivamente durante a Guerra do Yom Kippur em 1973.
Ulrike Meinhof foi ferida por uma RKG-3 enquanto treinava com a OLP num campo de treino sírio.
Granadas RKG-3 e RKG-3M foram usadas pelas forças chechenas durante a Primeira Guerra da Chechênia.
As granadas RKG-3 foram amplamente utilizadas pelos insurgentes iraquianos contra os Humvee, Stryker e MRAP americanos.
A granada também foi vista em uso pela unidade Aerorozvidka dos militares ucranianos na Invasão da Ucrânia pela Rússia em 2022. PJSC Mayak modifica a granada na RKG 1600, alterando o tempo do fusível e adicionando aletas impressas em 3D para estabilizar sua trajetória quando lançada de um drone comercial. Filmagens destes sendo usados pelas forças ucranianas contra as forças russas foram publicadas oficialmente. O custo total estimado é "menos de US$ 100".

## Modelos
- RKG-3 Penetração : 125 mm RHA. Peso bruto: 1,07 kg.
- RKG-3M (-Modernizirovannaya, "Melhorada") Modelo com revestimento alterado de aço para cobre. Penetração : 165 mm RHA. Peso bruto: 1,1 kg. Cópias fabricadas pela Alemanha Oriental (RKG-3Cu).
- RKG-3T Modelo com revestimento de cobre aprimorado. Penetração: 170 mm RHA
- RKG-3EM Modelo com ogiva maior. Penetração: 220 mm RHA. Peso bruto: 1,7 kg.

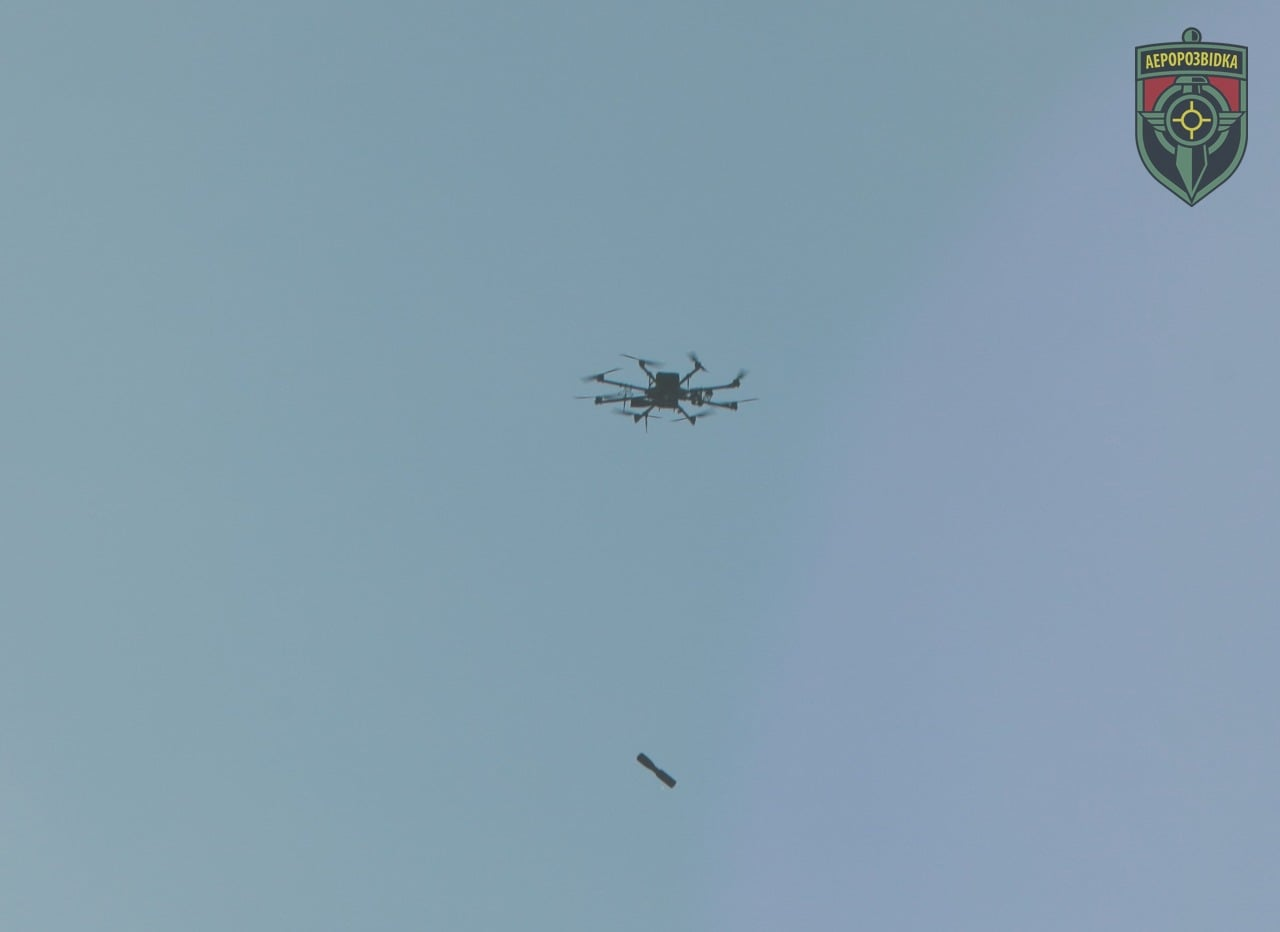
O teste de bombardeio da RKG-1600 via drone R18 na faixa "Shyrokyi Lan", Ucrânia, 2020

- RKG-1600 Adaptação ucraniana com aletas de estabilização impressas em 3D e fusível modificado para lançamento de drones comerciais.[13]
- UPG-8 (Uechebnaya Protivotankovaya Granata, "Granada antitanque de treinamento"). Carcaça preta com manchas brancas. A ogiva reutilizável contém uma carga de pólvora negra recarregável que produz principalmente fumaça preta que é expelida através de buracos na chapa de metal de alto calibre. Um novo fusível e pára-quedas podem ser recarregados rapidamente no cabo após o uso, usando ferramentas especiais de armeiro.
- M79 Cópia da RKG-3EM pela Yugoimport SDPR. As cópias são agora fabricadas pela Sérvia (M79) e pela Bósnia-Herzegovina (RKB-M79). Carga: 400 g de Hexólito, Penetração: 220 mm RHA, Peso bruto: 1,1 kg.
- Type F-3 Produção licenciada chinesa da RKG-3 soviética original com melhorias. Penetração: 130 a 170 mm RHA Peso bruto: 1,07 kg.